# تومي غريغ
تومي غريغ (بالإنجليزية: Tommy Gregg)‏ هو لاعب كرة قاعدة أمريكي، ولد في 29 يوليو 1963 في بون في الولايات المتحدة.

## وصلات خارجية
- تومي غريغ على موقعبيزبول رفرنس.كوم (الدوري الرئيسي) (الإنجليزية)
- تومي غريغ على موقعبيزبول رفرنس.كوم (الدوري الثانوي) (الإنجليزية)